# Boeing B-52 Stratofortress
Boeing B-52 Stratofortress er et strategisk langdistance bombefly. Det er subsonisk, dvs. at det i lighed med almindelige trafikfly flyver langsommere end lyden. Det har været anvendt af United States Air Force siden 1955 og erstattede på det tidspunkt Convair B-36 Peacemaker og Boeing B-47 Stratojet. Internt kaldes flyet BUFF (Big Ugly Fat Fellow). Selvom det blev bygget til at bære atomvåben under den kolde krig, benyttes det i dag primært til at bære konventionel bombelast. Det kan bl.a. medføre krydsermissiler. Flyet har en meget lang rækkevidde, bærer en stor bombelast og er økonomisk i drift sammenlignet med resten af United States Air Forces flåde af strategiske bombefly. Således er der stadig 85 i tjeneste i United States Air Force (USAF). Indtil videre forventes det at forblive i aktiv tjeneste indtil 2050.
Efter at Boeing havde fået tildelt opgaven med at bygge flyet den 5. juni 1946, ændrede det sig gradvis fra at være et 6-motorers turbopropfly med lige vinger til at blive et 8-motorers jetfly med pilvinger som på den endelige prototype YB-52, som fløj første gang den 15. april 1952 med "Tex" Johnston som pilot. Flyet var bygget til at kunne fremføre atomvåben under den kolde krig, men har kun nedkastet konventionelle bomber i kamp. En B-52 kan medbringe op til 31.750 kg bomber og missiler. Navnet Stratofortress anvendes normalt kun i officiel sammenhæng. B-52 har været i aktiv tjeneste i USAF siden 1955. Under Golfkrigen i 1991 blev 40 % af koalitionens bomber kastet fra B-52 Stratofortress bombefly.
Bombeflyene indgik i Strategic Air Command (SAC), indtil denne nedlagdes i 1992 og dens fly overgik til Air Combat Command (ACC). Sådan forblev det indtil februar 2010, hvor alle B-52 Stratofortress og Northrop Grumman B-2 Spirit fly overførtes fra ACC til den nyligt etablerede Air Force Global Strike Command (AFGSC). Flyets fremragende præstationer ved hastigheder lige under lydens hastighed og forholdsvis lave driftsomkostninger har betydet, at flyet er forblevet i aktiv tjeneste, selv om der senere er kommet nye bombefly til, såsom North American XB-70 Valkyrie, overlydsflyet Rockwell B-1B Lancer og stealthflyet Northrop Grumman B-2 Spirit. B-52 markerede sit 50 års jubilæum i aktiv tjeneste i 2005. (Af andre fly med tilsvarende lang aktiv tjeneste kan nævnes English Electric Canberra, Tupolev Tu-95, Lockheed C-130 Hercules, Boeing KC-135 Stratotanker og Lockheed U-2.) B-52 anvendes også som moderfly for rumfartøjer som X-15 og Pegasusraketter.

## Udvikling

### Oprindelse
Den 23. november 1945 udsendte Air Materiel Command (AMC) kravspecifikationerne til et nyt strategisk bombefly, som skulle være i stand til at gennemføre strategiske missioner uden at være afhængig af fremskudte baser eller mellemlandinger i andre lande. Flyet skulle have en besætning på 5 eller flere skytter og en 6-mands reservebesætning. Den skulle have en marchhastighed på 480 km/t (240 knob) i en højde af 10.400 m og have en aktionsradius 8.000 km.
Bevæbningen skulle bestå af et ikke nærmere angivet antal 20 mm maskinkanoner og 4.500 kg bomber. Den 13. februar 1946 indkaldte luftvåbenet bud på et sådant fly, og der kom tilbud fra Boeing, Consolidated Aircraft og Glenn L. Martin Company.
Den 5. juni 1946 blev Boeings Model 462, som var ligevinget og med seks Wright T35 turboprop-motorer og en vægt på 160 ton samt en aktionsradius på 5.000 km udpeget som vinder. Den 28. juni 1946 modtog Boeing en kontrakt på USD 1,7 mio. til at bygge en model af det nye fly i fuld skala og gennemføre den indledende udformning af afprøvning. I oktober 1946 begyndte luftvåbenet at udtale sin bekymring over størrelsen af det nye fly og at det ikke var i stand til at opfylde de opstillede krav. Som følge heraf udformede Boeing Model 464, som var en mindre 4-motoret version på 105 ton, som i en kort periode blev anset for acceptabel.
I november 1946 udtrykte Deputy Chief of Air Staff for Research and Development, general Curtis LeMay, ønske om en marchhastighed på 645 km/t, hvilket fik Boeing til at udforme en model, som vejede 140 ton. I december 1946 blev Boeing bedt om at ændre deres design til et 4-motoret bombefly med en tophastighed på 640 km/t, en rækkevidde på 19.000 km og i stand til at fremføre atombomber. Flyet måtte have en samlet vægt på 220 ton. Boeing reagerede med to modeller, som var udstyret med T-35 turboprop-motorer. Model 464-16 var kun til atombomber og kunne have en bombelast på 4.500 kg mens Model 464-17 var et generelt bombefly, som kunne medbringe 40 ton bomber. På grund af ekstraomkostningerne ved at købe to specialiserede fly, valgte luftvåbenet Model 464-17 på den betingelse, at den kunne tilpasses til angreb med atomvåben.
I juni 1947 blev militærets kravspecifikation opdateret og model Model 464-17 imødekom dem alle – bortset fra rækkevidden. Det stod efterhånden klart for luftvåbenet, at selv med den nye udformning ville XB-52 være forældet når den blev sat i produktion og ville ikke betyde nogen særlig forbedring i forhold til Convair B-36. Som følge heraf blev hele projektet sat i stå i seks måneder. I denne periode fortsatte Boeing med at forbedre udformningen, hvilket resulterede i Model 464-29, som havde en topfart på 730 km/t og en rækkevidde på 8.000 km. I september 1947 blev the Heavy Bombardment Committee samlet for at fastlægge kravene til en atombombefly. Disse krav var færdige den 8. december og indeholdt en tophastighed på 800 km/t og en rækkevidde på 13.000 km, hvilket var langt mere end 464–29 var i stand til.
En direkte ophævelse af Boeings kontrakt den 11. december 1947 blev afværget efter en appel fra selskabets præsident William McPherson Allen til luftvåbensminister Stuart Symington, hvor han argumenterede for at flyets design fuldt ud kunne tilpasses til ny flyteknologi og mere præcise kravspecifikationer. I januar 1948 fik Boeing besked på omhyggeligt at undersøge nye teknologiske innovationer herunder optankning i luften og den flyvende vinge. Boeing hæftede sig ved de stabilitets- og styringsproblemer som Northrop havde med deres YB-35 og YB-49 "flyvende vinge"-bombefly og insisterede på at udvikle et konventionelt fly, og i april 1948 fremlagde selskabet et projekt til USD 30 mio. på design, konstruktion og afprøvning af to Model 464-35 prototyper. Model 464-35 lignede en senere Tupolev-model, som blev bygget i Sovjetunionen, Tupolev Tu-95 Bear. Yderligere ændringer i specifikationerne i løbet af 1948 førte til et fly med en topfart på 825 km/t ved 10.700 meters højde, en rækkevidde på 11.125 km og en totalvægt på 125 ton inkl. 4.500 kg bomber og 75.225 liter brændstof.

### Før produktion
I maj 1948 bad AMC Boeing om at benytte den tidligere fravalgte men nu mere brændstofseffektive jetmotor i flyet. Dette førte til, at Boeing gennemførte endnu en revision – i juli 1948, Model 464-40, hvor man brugte Westinghouse J40 turbojetmotorer i stedet for propelmotorerne. Trods det fik Boeing den 21. oktober 1948 besked på at lave et helt nyt fly baseret på Pratt & Whitney J57 turbojetmotorer.
Den 25. oktober fremlagde Boeings ingeniører et udkast og en håndlavet model af 464–49. Den nye model var baseret på det grundlæggende layout fra B-47 Stratojet med 35° pilvinger, otte motorer placeret under vingerne i grupper på to samt todelt landingsstel og støttehjul ved vingespidserne. En bemærkelsesværdig egenskab ved landingsstellet var, at det kunne drejes op til 20° i forhold til flyets krop for at gøre det mere sikkert at lande i kraftig sidevind. Flyet var udformet efter at overgå alle specifikationskrav. Selv om gennemgangen i april 1949 af en model i fuld størrelse generelt faldt positivt ud, blev rækkevidden igen et problem da både J40 og de tidlige udgaver af J57 motorerne havde for stort brændstofforbrug.
Selv om der var tale om en ny revision af kravene eller endda en helt ny udbudsrunde blandt flyfabrikkerne, insisterede general LeMay, som nu var blevet leder af Strategic Air Command, på, at indsatsen ikke måtte blive hæmmet af forsinkelser indenfor udviklingen af motorer. I et sidste forsøg på at forøge rækkevidden lavede Boeing den større 464-67, og hævdede, at når først den var sat i produktion ville rækkevidden kunne øges yderligere ved senere modifikationer. Efter at LeMay gentagne gange havde grebet personligt ind, fik Boeing tildelt en produktionskontrakt på 13 B-52A og 17 aftagelige rekognosceringspods den 14. februar 1951. Den sidste store ændring af designet, også efter krav fra general LeMay, var et skifte fra et B-47-lignende tandemcockpit til et mere traditionelt layout, hvor piloterne sad ved siden af hinanden, hvilket forøgede co-pilotens anvendelighed og forlængede besætningens udholdenhed. Begge de oprindelige XB-52 prototyper havde den oprindelige tandemudformning af cockpittet.
YB-52, den 2. XB-52 som var tilføjet mere operativt udstyr, fløj første gang den 15. april 1952, En 2 timer og 21 minutters flyvning fra Boeing Field, King County, nær Renton, Washington til Larson AFB blev gennemført af Boeings testpilot Alvin M. Johnston og oberstløjtnant i luftvåbenet Guy M. Townsend. XB-52 fulgte efter den 2. oktober 1952. Den omhyggelige udvikling, herunder 670 dage i vindtunnel og 130 dage med aerodynamisk og aeroelastisk afprøvning, hvilket opvejedes af en glat afprøvning i luften. Således opmuntret forøgede luftvåbenet sin ordre til 282 B-52'ere.

### Produktion og forbedringer
Kun tre af de 13 bestilte B-52A blev bygget. Alle blev leveret tilbage til Boeing og anvendt i testprogrammet. Den 9. juni 1952 blev kontrakten fra februar 1951 opdateret så flyet skulle fremstilles efter nye krav. De sidste 10, de første fly, som kom i aktiv tjeneste, blev færdiggjort som B-52B'er. Ved indvielsesceremonien den 18. marts sagde Air Force Chief of Staff general Nathan Twining:
| Citat | Den langløbede riffel var et fantastisk våben i sin tid ... i dag er denne B-52 luftkrigsalderens langløbede riffel. | Citat |
|       | |       |

B-52B blev efterfulgt af gradvis forbedrede udgaver af bombe- og rekognosceringsudgaver, som kulminerede med B-52G og B-52H. For at muliggøre hurtig levering blev der indrettet produktionslinjer både på Boeings hovedfabrik i Seattle og på Boeings fabrik i Wichita. Over 5.000 firmaer var involveret i det store produktionsarbejde, og 41% af skroget blev bygget af underleverandører. Prototyperne og alle B-52A, B- og C-modeller (90 fly) blev bygget i Seattle. Afprøvning af fly bygget i Seattle forårsagede støjproblemer. Der blev indført spærretid for afprøvning af motorer og fly blev på deres jomfruflyvning fløjet til Larson Air Force Base, 240 km borte, hvor de blev grundigt testet. Da produktionen af B-47 blev stoppet blev fabrikken i Wichita omstillet til produktion af B-52D, og der blev bygget 101 af denne model i Seattle samt 62 i Wichita. Begge fabrikker fortsatte med at bygge B-52E, som der blev bygget 42 af i Seattle og 58 i Wichita, og B-52F (44 i Seattle og 45 i Wichita. I 1957 blev det besluttet at bygge alle B-52G i Wichita, så fabrikken i Seattle kunne frigøres til andre opgaver (især produktion af trafikfly). Produktionen sluttede i 1962 efter at der var bygget 744 fly.
|          | B-52A | B-52B | B-52C | B-52D | B-52E | B-52F | B-52G | B-52H |
| -------- | ----- | ----- | ----- | ----- | ----- | ----- | ----- | ----- |
| Finansår |       |       |       |       |       |       |       |       |
| FÅ 54    | 3     |       |       |       |       |       |       |       |
| FÅ 55    |       | 13    |       |       |       |       |       |       |
| FÅ 56    |       | 35    | 5     | 1     |       |       |       |       |
| FÅ 57    |       | 2     | 30    | 92    |       |       |       |       |
| FÅ 58    |       |       |       | 77    | 100   | 10    |       |       |
| FÅ 59    |       |       |       |       |       | 79    | 50    |       |
| FÅ 60    |       |       |       |       |       |       | 106   |       |
| FÅ 61    |       |       |       |       |       |       | 37    | 20    |
| FÅ 62    |       |       |       |       |       |       |       | 68    |
| FÅ 63    |       |       |       |       |       |       |       | 14    |

## Design

### Opgraderinger og modifikationer
I november 1959 indledte SAC det såkaldte Big Four modifikationsprogram (også kaldet Modification 1000) som omfattede alle operative B-52-fly, undtagen tidlige B-modeller, med henblik på at forbedre flyets kampegenskaber i et ændret strategisk miljø. Programmet blev afsluttet i 1963. De fire modifikationer var:
1. Evne til at blive indsat i al slags vejr, ved lav højde (under 150 m), afværgeforanstaltninger som følge af forbedringer af Sovjetunionens missilforsvar. Flyvninger i lav højde forventedes at fremskynde metaltræthed i flyet med mindst en faktor 8, hvilket afstedkom bekostelige reparationer for at forøge flyets levetid.
2. Evne til at affyre AGM-28 Hound Dog atommissiler
3. Evne til at affyre ADM-20 Quail lokkeduer
4. En avanceret elektronisk krigsførelse

Muligheden for at fremføre op til 20 AGM-69 SRAM atommissiler blev tilføjet i G og H modellerne fra 1971. Utætheder i brændstofsystemet var en vedvarende plage for alle versioner af B-52. For at løse dette undergik flyene Blue Band (1957), Hard Shell (1958) og endelig QuickClip (1958) programmerne. Det sidste indbyggede sikkerhedsventiler, som forhindrede katastrofalt tab af brændstof i tilfælde af at lukkemekanismen svigtede.
Problemer med de avancerede styringsmetoder blev løst med Jolly Well programmet, som blev afsluttet i 1964, og som forbedrede dele af computeren der styrede nedkastningen af bomber og terræncomputeren. MADREC (Malfunction Detection and Recording) opgraderingen var installeret i de fleste fly i 1965. Det kunne spore fejl i navigations- og våbencomputersystemerne, og var afgørende betydning for at kunne overvåge Hound Dog-missilerne. Det elektroniske forsvar i B-52 blev forbedret med Rivet Rambler (1971) og Rivet Ace (1973). B-52-flyenes navigationsudstyr blev senere udbygget med GPS.
For at styrke sikkerheden ved dag- og natoperationer i lav højde blev der installeret AN/ASQ-151 Electro-Optical Viewing System (EVS), bestående af et Low Light Level Television (LLLTV) og et fremadrettet infrarødt (FLIR) system, som blev installeret i udposninger under næsen på B-52G og H-modellerne mellem 1972 og 1976. For yderligere at forbedre B-52'ernes offensive evner blev luftbårne krydsermissiler tilpasset. Efter afprøvning af såvel luftvåbenets Boeing AGM-86 som flådens General Dynamics AGM-109 Tomahawk blev AGM-86B valgt til at blive anvendt på B-52 (og senere på B-1 Lancer). I alt 194 B-52G og H'er blev tilpasset til at kunne medføre AGM-86'er, hvoraf de kunne have 12 under vingerne og 82 B-52H'er blev tilpasset så de kunne medføre yderligere 8 missiler i bomberummet.
For at overholde kravene i SALT II-traktaten om at fly, som kan medføre krydsermissiler, skal være klart identificerbare for spionsatellitter, blev B-52G'er med krydsermissiler udstyret med en karakteristisk strømlinet skærm. Da alle B-52H'er blev antaget at skulle modificeres til at kunne bære krydsermissiler var der ikke behov for nogen synlig ændring af disse fly. I 1990 blev stealth krydsermissilerne AGM-129 ACM indført. Selv om det oprindelig var meningen at de skulle erstatte AGM-86 medførte dens høje pris og afslutningen på Den kolde krig at produktionen blev indstillet efter at blot 450 var blevet fremstillet. I modsætning til AGM-86 blev der ikke lavet nogen konventionel (dvs. ikke-atomar) version. B-52 skulle have været modificeret så den kunne anvende Northrop Grumman's AGM-137 missil; men missilet blev opgivet på grund af udviklingsomkostningerne.
Materialetræthed, som blev forværret af overgangen til flyvning i lav højde, blev først taget op som problem i begyndelsen af 1960'erne med et trefaset
High Stress program, som omfattede fly efter 2.000 flytimer. Dette blev efterfulgt af et 2.000 timers livsforlængende service for udvalgte skrog i 1966–1968 samt det omfattende Pacer Plank overfladeudskiftning, som blev afsluttet i 1977. De "våde vinger", hvor vingerne fungerede som brændstoftanke, der blev indført i G og H modellerne var endnu mere udsat for metaltræthed, da de var udsat for 60% mere stress under flyvningen end de gamle vinger. Vingerne blev ændret i 1964 under ECP 1050. Dette blev fulgt op med udskiftning af overfladen på skrog (ECP 1185) i 1966 og B-52 Stability Augmentation and Flight Control programmet (ECP 1195) i 1967.
Til brug for undersøgelse, som blev gennemført for luftvåbenet i midten af 1970'erne undersøgte Boeing mulighederne for at udskifte motorerne, vingerne og andre forbedringer for at opgradere B-52G/H flyene som alternativ til B-1A, som dengang var under udvikling. Boeing foreslog senere at udskifte motorerne i B-52H med Rolls-Royce RB211 535E-4. Dette ville medføre at man udskiftede de 8 Pratt & Whitney TF33'er (samlet effekt 8 × 17.000 pund) med fire RB211'er (samlet effekt 4 × 37.400 pund). Rolls-Roycemotorerne ville forøge rækkevidden og lasteevnen på flyene og reducere brændstofforbruget; men udskiftningen ville koste omkring USD 2,56 mia. for alle flyene. Et studie fra den amerikanske rigsrevision (Government Accountability Office) konkluderede, at Boeings beregnede besparelser på USD 4,7 mia. ikke ville blive realiseret og at det ville koste USD 1,3 mia. mere end at beholde de nuværende motorer. De højere omkostninger blev forklaret med betydelige anskaffelsesudgifter og og højere vedligeholdelsesomkostninger på RB211. Den amerikanske rigsrevisions rapport blev senere anfægtet af en rapport fra Defense Sciences Board i 2003 og revideret i 2004. I rapporten påpegedes adskillige fejl i den tidligere vurdering af Boeings forslag og luftvåbenet blev opfordret til at udskifte motorerne uden yderligere forsinkelser. Defense Sciences Board-rapporten gav udtryk for at programmet ville give betydelige besparelser, reducere emissionen af drivhusgasser og forøge flyets rækkevidde og flyvetid. Disse resultater var på linje med en kongresundersøgelse fra 2003. I 2010 var udskiftningen af motorer ikke blevet godkendt.
I 2007 blev det såkaldte LITENING målsøgningsbeholder installeret, hvilket forbedrede flyets kampdygtighed dag, nat og i dårligt vejr ved angreb på jorden med anvendelse af langtrækkende laserstyrede våben. LITENING beholdere er blevet installeret i en lang række andre amerikanske fly, såsom McDonnell Douglas F/A-18 Hornet, General Dynamics F-16 Fighting Falcon og McDonnell Douglas AV-8B Harrier II.
I september 2006 blev B-52 et af de første amerikanske militærfly til at bruge alternativt brændstof. Det lettede fra Edwards Air Force Base med lige dele syntetisk brændstof (lavet via Fischer-Tropsch proces (FT)) og konventionelt JP-8 jetbrændstof, som blev anvendt i to af de 8 motorer. Den 15. december 2006 lettede et B-52, med halenummeret 61-0034 Checkmate fra Edwards udelukkende med syntetisk brændstof til alle 8 motorer. Det var første gang et af luftvåbenets fly udelukkende benyttede blandingen. Den syv timer lange flyvning blev betegnet som en succes.
Dette program er en del af det amerikanske forsvarsministeriums Assured Fuel Initiative, som er Pentagons forsøg på at mindske brugen af råolie fra udenlandske leverandører og anskaffe halvdelen af flybrændstoffet fra alternative kilder i 2016. Den 8. august 2007 godkendte Air Force Secretary Michael Wynne B-52H til i fuldt omfang at anvende FT blandingen. Med de gode erfaringer fra B-52 vil det amerikanske luftvåben afprøve og godkende alle flytyper i dets tjeneste til at bruge brændstoffet fra 2011.

### Omkostninger
|                               | X/YB-52  | B-52A       | B-52B       | B-52C      | B-52D      | B-52E      | B-52F      | B-52G      | B-52H      |
| ----------------------------- | -------- | ----------- | ----------- | ---------- | ---------- | ---------- | ---------- | ---------- | ---------- |
| Udviklingsomkostninger        | 100 mio. |             |             |            |            |            |            |            |            |
| Skrog                         |          | 26,433 mio. | 11,328 mio. | 5,359 mio. | 4,654 mio. | 3,700 mio. | 3,772 mio. | 5,352 mio. | 6,076 mio. |
| Motorer                       |          | 2,848 mio.  | 2,547 mio.  | 1,513 mio. | 1,291 mio. | 1,257 mio. | 1,787 mio. | 1,428 mio. | 1,640 mio. |
| Elektronik                    |          | 50.761      | 61.198      | 71.397     | 68.613     | 54.933     | 60.111     | 66.374     | 61.020     |
| Våbensystemer                 |          | 57.067      | 494.000     | 304.000    | 566.000    | 936.000    | 866.000    | 847.000    | 1,508 mio. |
| Pris pr. stk                  |          | 28,38 mio.  | 14,43 mio.  | 7,24 mio.  | 6,58 mio.  | 5,94 mio.  | 6,48 mio.  | 7,69 mio.  | 9,29 mio.  |
| Vedligeholdelse pr. flyvetime |          |             |             |            |            | 925        | 1.025      | 1.025      | 1.182      |

Note: Alle tal er i amerikanske dollar i faste 1955 priser.

## Operativ historie

### Introduktion
Selv om B-52A var den første produktionsmodel, blev disse fly kun brugt til afprøvning. Den første operative version var B-52B, som var blevet udviklet sideløbende med prototyperne siden 1951. Efter at have fløjet første gang i december 1954 blev B-52B, AF Serienummer 52-8711 operativ i 93rd Heavy Bombardment Wing (93rd BW) på Castle Air Force Base i Californien den 29. juni 1955. Eskadrillen fik operativ status den 12. marts 1956. Træningen af besætninger til B-52 bestod af 5 ugers skoling på jorden og fire uger i luften – hvilket svarede til 35 til 50 timer i luften. De nye B-52B'er erstattede operative B-36'er i forholdet 1:1.
De tidlige operationer var problemfyldte. Udover forsyningsproblemer var der også tekniske problemer. Ramper og forbindelsesveje blev ødelagt under vægten af flyene og brændstofsystemet var plaget af lækager og tilisning, mens computerne til målstyring og ildledelse var upålidelige. Det to etager høje cockpit afstedkom problemer med klimaanlægget – piloternes cockpit blev varmet op af lyset fra solen mens observatøren og navigatøren på den nedre etage sad på det iskolde gulv. Når temperaturen var passende for piloterne frøs de øvrige besætningsmedlemmer, mens passende temperaturer for besætningen på det nedre dæk betød at piloterne var ved at smelte. J57-motorerne var stadig nye og upålidelige. Et udfald i vekselstrømsgeneratoren førte til det første flystyrt i februar 1956, hvilket førte til at hele flåden af B-52 fik flyveforbud i en kort periode. I juli førte problemer med brændstof- og det hydrauliske system igen til at B-52'erne fik flyveforbud. For at undgå vedligeholdelsesproblemer dannede luftvåbenet Sky Speed grupper bestående af 50 vedligeholdelsesleverandører på hver B-52-base. Ud over vedligeholdelse udførte disse grupper også rutineafprøvninger, som tog en uge pr. fly.
Den 21. maj 1956 nedkastede en B-52B (52-0013) for første gang en armeret brintbombe over Bikini-atollen. Den 24. og 25. november 1956 gennemførte fire B-52B fra 93rd BW og 4 B-52C fra 42nd BW en nonstop-flyvning langs hele Nordamerikas kyst i Operation Quick Kick, en tur på 25.000 km på 31 timer og 30 minutter. SAC bemærkede, at flytiden kunne have været reduceret med 5 til 6 timer hvis de 4 optankninger i luften havde været udført med hurtige jet-drevne tankfly i stedet for propeldrevne KC-97 Stratotankere. I en demonstration af B-52'erens globale rækkevidde gennemførte 3 B-52B'er fra 16. til 18. februar en nonstop-flyvning rundt om Jorden i Operation Power Flite på 39.165 km på 45 timer og 19 minutter med adskillige optankninger undervejs med KC-97'er. 93rd Bomb Wing fik Mackay trofæet for deres bedrift.
B-52 satte mange rekorder i de følgende år. Den 26. september 1958 satte en B-52D en verdensrekord over 10.000 km på 902 km/h på en lukket bane og uden last. Samme dag satte en anden B-52D en hastighedsrekord på 962 km/h uden last på en lukket bane på 5.000 km. Den 14. december 1960 satte en B-52G en verdensrekord i distanceflyvning ved at flyve 16.227 km uden optankning. Flyvningen varede 19 timer og 44 minutter. Den 10.-11. januar 1962 satte en B-52H en verdensrekord ved at flyve 20.177 km uden optankning fra Kadena Air Base, Okinawa, Japan, til Torrejon Air Base, Spanien og overgik således den 2 år gamle rekord.
Oprindelig var der bekymringer over flyenes levetid. Adskillige projekter efter B-52, Convair B-58 Hustler og North American XB-70 Valkyrie, var enten blevet opgivet eller viste sig skuffende i lyset af ændrede behov, hvilket betød at B-52 forblev det vigtigste bombefly frem for de påtænkte nye typer. Den 19. februar 1965 udtalte general Curtis E. LeMay overfor Kongressen, at mangelen på nye bombeflyprojekter medførte en risiko for at:

### Den kolde krig
Da B-52 blev sat i tjeneste var det Strategic Air Commands (SAC) mening, at den skulle bruges som afskrækkelse og modvægt mod det enorme og stadigt forbedrede sovjetiske militær. Da Sovjetunionen forbedrede sit nukleare potentiale blev det af stor strategisk betydning at kunne ødelægge eller imødegå de styrker, som kunne iværksætte atomangreb, (bombefly, missiler, osv.) Eisenhoweradministrationen godkendte dette skifte i målsætningen og i 1954 udtrykte præsidenten ønske om at lægge vægten på militære frem for civile mål, et princip som blev forstærket i Single Integrated Operation Plan (SIOP), en operationsplan i tilfælde af at en atomkrig brød ud.
Igennem hele Den kolde krig fløj B-52'er luftbårne patruljer under kodenavne såsom Head Start, Chrome Dome, Hard Head, Round Robin og Giant Lance. Bomberfly var placeret højt oppe i atmosfæren i nærheden af Sovjetunionen, så det var muligt at gennemføre hurtige angreb eller modangreb i tilfælde af atomkrig. Dette var en del af afskrækkelsen overfor Sovjetunionen i den såkaldte Mutual Assured Destruction (MAD) strategi.
Den 21. januar 1968 styrtede et amerikansk B-52 Stratofortess bombefly ned på isen i North Star Bay, tæt på Thule Air Base. Flyet medførte fire brintbomber, der blev ødelagt ved flystyrtet. Ved eksplosionerne af det konventionelle sprængstof i bomberne blev størstedelen af flyet sprængt i meget små stykker, hvilket besværliggjorde oprydningsarbejdet efter Thuleulykken.
På grund af truslen fra Jord til luft-missiler mod højtflyvende fly i slutningen af 1950'erne, som blev virkeliggjort ved nedskydningen af en U-2 i 1960
, blev B-52'ernes rolle ændret til at være et lavtflyvende bombefly, som skulle gennembryde det sovjetiske luftforsvar i tilfælde af et angreb på Sovjetunionen, da lav højde var en effektiv måde at undgå radar og dermed truslen fra SAM-raketter.
Selv om den aldrig var planlagt anvendt i lav højde tillod B-52's fleksibilitet den at overleve adskillige planlagte efterfølgere efterhånden som luftkrigsførelsen ændrede sig. B-52s store skrog gav mulighed for at installere elektroniske modforholdsregler og andre tilpasninger i tidens løb. Andre fly, såsom General Dynamics F-111 Aardvark, supplerede B-52 i roller, som flyet ikke kunne udføre, såsom missioner i lav højde ved høj hastighed.
B-52'erens officielle navn Stratofortress er sjældent blevet anvendt ved andet end formelle lejligheder. Blandt personellet kaldes den BUFF (Big Ugly Fat Fucker).

### Vietnamkrigen
Under indtryk af den stadig mere omfattende krig i Sydøstasien blev 28 B-52F'er udstyret med udvendigt ophæng til 24×750 punds bomber (340 kg) i projekt South Bay i juni 1964. Yderligere 46 fly fik tilsvarende ændringer i projekt Sun Bath. I marts 1965 indledte USA Operation Rolling Thunder. Den første kampindsats, Operation Arc Light, blev gennemført med B-52F'er den 18. juni 1965, da 30 bombefly fra 9. og 441. bombeeskadrille angreb et kommunistisk støttepunkt i Bến Cát distriktet i Sydvietnam. Den første bølge af bombefly ankom for tidligt til det aftalte mødested og mens de manøvrerede for at blive på stedet kolliderede to B-52'er hvilket førte til tabet af begge bombefly og 8 besætningsmedlemmer. De resterende bombefly – bortset fra en enkelt, som vendte om på grund af tekniske problemer, fortsatte mod målet, som blev ramt.
Fra starten af 1965 gennemgik et antal B-52D Big Belly modifikationer for at forøge bombekapaciteten til tæppebombning. Mens der fortsat var 24×500 punds eller 750 punds bomber i ydre ophæng blev kapaciteten i bomberummet forøget fra 27 til 84×500 punds bomber eller fra 27 til 42×750 punds bomber. Big Belly-ændringen skabte tilstrækkelig plads til i alt 108 bomber med en samlet vægt på 60.000 pund (27,2 ton). Med disse modifikationer kunne B-52D'er fremføre 22.000 pund mere end B-52F'er. I stedet for B-52F'er gik de ændrede B-52D'er i kamp i april 1966 med udgangspunkt på Andersen Air Force Base på Guam. Hver flyvning varede 10-12 timer inklusiv optankning i luften fra KC-135 Stratotankere. I foråret 1967 begyndte flyene at operere fra U Tapao Airfield i Thailand hvilket betød at de ikke behøvede at blive tanket op i luften.
Den 2. november 1972 blev en B-52D (55-0110) fra U-Tapao ramt af et missil under et angreb på Vinh. Besætningen blev tvunget til at forlade det beskadigede fly over Thailand. Det var det første B-52 som blev ødelagt af fjendtlig ild i Vietnam. I alt gik 30 B-52'er tabt under krigen, herunder 10, som blev skudt ned over Nordvietnam og fem andre, som blev beskadiget og forulykkede i Laos eller Thailand.
Højdepunktet af B-52-angrebene i Vietnam kom under Operation Linebacker II, som bestod af bølger af B-52'er, fortrinsvis af D-versionen, men også nogle G-er uden elektronisk jammingsudstyr og med en mindre bombelast. I løbet af 12 dage fløj B-52'erne 729 togter hvor de nedkastede 15.237 ton bomber mod Hanoi, Haiphong og andre mål. Oprindelig blev 42 B-52'ere indsat i krigen, men antallet var ofte dobbelt så højt. Anvendelsen af B-52'erne havde stor betydning under krigen, selv om det at de ikke kunne medføre præcisionsvåben begrænsede deres indsatsområde. Den amerikanske journalist og krigskorrespondent Neil Sheehan beskrev deres rolle i krigen:

#### Sejre i luftdueller
Under Vietnamkrigen blev agterskytterne i B-52D maskiner noteret for at have nedskudt to MiG-21 "Fishbed". Den 18. december 1972 havde agterskytte SSgt Samuel O. Turner's B-52 netop afsluttet et bombeangreb i Operation Linebacker II og var ved at vende hjem da en nordvietnamesisk MiG-21 nærmede sig. Da jagerflyet kom indenfor rækkevidde affyrede Turner sine fire .50 caliber maskingeværer. MiG-en eksploderede bag bombeflyet, en sejr som blev bekræftet af MSG Lewis E. Le Blance, agterskytte i anden B-52 i nærheden. Turner fik en Silver Star for sin indsats. Hans B-52 med halenummeret 55-0676 kan ses med markering for sejr i luftkamp på Fairchild AFB i Spokane i staten Washington.
Den 24. december 1972, også under Linebacker II, var B-52'eren Diamond Lil på vej til at bombe jernbaneterrænet ved Thai Nguyen da agterslutten A1C Albert E. Moore opdagede en MiG-21, som nærmede sig hastigt. Moore åbnede ild med sine fire maskingeværer på 3.600 meters afstand, og blev ved med at skyde indtil jageren forsvandt fra hans sigte. TSG Clarence W. Chute, en agterskytte på en anden B-52, så jageren bryde i brand og falde ned. Diamond Lil kan ses ved United States Air Force Academy i Colorado. Moore er den sidste skytte på et bombefly, som er noteret for at have nedskudt et fjendtligt fly med maskingeværer i en luftkamp.
Den sidste Arc Light mission foregik den 15. august 1973 mens de amerikanske operationer i Vietnam var under afvikling. Disse sejre gør B-52 til det største fly, som har nedskudt andre fly.

### Tjeneste efter Vietnamkrigen
B-52B maskinerne var udtjent i midten af 1960'erne og alle var taget ud af tjeneste i juni 1966. Den sidste B-52C fulgte efter den 29. september 1971 bortset fra NASA's B-52B "008" som til sidst blev taget ud af tjeneste i 2004 på Edwards AFB, California. En anden af de tilbageværende B modeller, kan ses på Wings Over the Rockies Air and Space Museum i Denver, Colorado.
Nogle få udtjente E-modeller blev taget ud af tjeneste i 1967 og 1968, men hovedparten (82) blev taget ud mellem maj 1969 og marts 1970. De fleste F modeller blev også pensioneret mellem 1967 og 1973, men 23 overlevede som træningsfly indtil slutningen af 1978. Flåden af D-modeller gjorde tjeneste meget længere. 80 D-modeller blev gennemgribende renoveret i Pacer Plank programmet i midten af 1970'erne. Flåden af D-modeller forblev stort set intakt indtil slutningen af 1978 hvor 37, som ikke var blevet renoveret blev taget ud af tjeneste. Resten blev pensioneret i 1982 og 1983.
De resterende G- og H-modeller blev anvendt i USA's atomare beredskab – den såkaldte nukleare triade. Triaden bestod af en kombination af atombevæbnede landbaserede missiler, ubådsbaserede missiler og bombefly. B-1B Lancer, som var planlagt at skulle erstatte B-52, kom kun til at erstatte de ældre modeller og overlydsflyet F-111 Aardvark. I 1991 ophørte B-52'erne med at flyve kontinuert som en del af atomberedskabet.
Efter Sovjetunionens sammenbrud blev B-52G'erne destrueret i overensstemmelse med betingelserne i START I traktaten. Den såkaldte AMARC-gruppe fik til opgave at destruere 365 B-52-bombefly, og gennemførelsen af denne opgave skulle kunne verificeres af Rusland via satellit og inspektion på stedet. For endegyldigt at gøre flyene ubrugelige blev B-52'erne skåret i stykker i en stor maskinsaks. De ødelagte fly blev derpå efterladt på stedet, så deres ødelæggelse kunne blive bekræftet af russiske spionsatellitter.

### Golfkrigen og senere
B-52-angreb var en vigtig del af Operation Desert Storm. De fløj omkring 1.620 missioner og B-52 kastede omkring 40% af de bomber, som blev nedkastet af koalitionens styrker. I den forbindelse gik kun et fly tabt, dog ikke i kamp, mens adskillige fly fik mindre skader fra fjendtlig beskydning.
Med start den 16. januar 1991 fløj en gruppe B-52G'er fra Barksdale AFB, Louisiana, blev tanket op i luften, ramte mål i Irak og vendte 35 timer senere hjem efter 20.400 km's flyvning. Dermed blev der sat en rekord for langdistanceangreb. B-52G'er fra baser ved Jeddah i Saudiarabien, RAF Fairford i Storbritannien, Moron AB i Spanien samt fra øen Diego Garcia fløj angreb mod Irak. I starten var det i lav højde. Efter de første tre nætter skiftede B-52'erne til angreb fra stor højde, hvilket reducerede deres effektivitet og psykologiske virkning sammenlignet med angreb i lav højde.
De konventionelle angreb blev udført af tre bombefly, som nedkastede op til 153×750-punds bomber, som dækkede et område på 1,5 gange 2,5 km. Bombardementerne demoraliserede de irakiske tropper, hvor af mange overgav sig efter angrebene. I 1999 beskrev bladet Popular Mechanics B-52'ernes rolle i krigen:
Den 2.-3. september 1996 ramte to B-52H-fly Bagdads kraftværker og kommunikationsfaciliteter med 13 AGM-86C krydsermissiler som led i Operation Desert Strike, en 25.600 km lang 34 timers flyvning fra Andersen AFB på Guam – den længste kampmission, som nogensinde er fløjet.
Under krigen var der flere irakiske påstande om luftsejre, herunder en irakisk pilot Khudai Hijab, som efter sigende afskød et Vympel R-27R missil fra sin MiG-29 og beskadigede en B-52G den første nat i krigen. Det amerikanske luftvåben afviser imidlertid denne påstand, og hævder at bombeflyet i stedet blev ramt af et amerikansk HARM missil, som havde låst sig fast på B-52'erens ildledningsradar. Flyet blev efterfølgende omdøbt til "In HARM's Way". Kort tid efter denne hændelse meddelte general George Lee Butler at agterskytterne ville blive fjernet fra B-52'ernes besætning og kanontårnene permanent taget ud af drift med virkning fra 1. oktober 1991.
Siden midten af 1990'erne har B-52H været den eneste tilbageværende model i aktiv tjeneste. De er i øjeblikket stationeret på:
- Minot AFB, ND – 5th Bomb Wing
- Barksdale AFB, LA – 2nd Bomb Wing & 917th Wing (Air Force Reserve Command)
- En B-52H er stationeret på Edwards AFB og bruges af Air Force Material Command ved Air Force Flight Test Center.
- Yderligere end B-52H anvendes af NASA i forbindelse med dets Heavy-lift Airborne Launch program.[155]

B-52 deltog i krigen i Afghanistan i 2001 og gav mulighed for at man kunne hænge højt over slagmarken og derfra nærkampstøtte ved hjælp af præcisionsmissiler, en opgave som tidligere ville have været forbeholdt jagere og jagerbombere.  B-52'ere deltog også i Irakkrigen, som blev indledt den 20. marts 2003. Om natten den 21. marts affyrede B-52H'er mindst 100 AGM-86C CALCM missiler mod mål i Irak.
I august 2007 blev en B-52H som fragtede krydsermissiler fra Minot Air Force Base til Barksdale Air Force Base til demontering ved en fejl lastet med 6 missiler hvorfra atomsprænghovedet ikke var fjernet. Fejlen blev dog opdaget, og våbnene forlod aldrig USAF's besiddelse.
I 2009 var 90 af de oprindelige 744 B-52'ere stadig i tjeneste i USAF. Fire af 18 B-52H'er fra Barksdale AFB som er under afvikling befinder sig på 309th AMARG ved Davis-Monthan AFB.

### Fremtiden for B-52
Selv om det amerikanske luftvåben arbejder på udviklingen af den næste generation af bombefly regner det med at beholde B-52H i tjeneste i hvert fald indtil 2040 – 78 år efter at det sidste fly blev fremstillet og 85 år efter at det første fly blev sat i tjeneste. Det vil i givet fald være den længste tjenestetid noget militærfly har haft. B-52'erne bliver med mellemrum renoveret på USAF's vedligeholdelsesfaciliteter såsom Tinker Air Force Base i Oklahoma.
USAF fortsætter med at anvende B-52 fordi det fortsat er et effektivt og økonomisk tungt bombefly, især i den type missioner, som er blevet gennemført efter afslutningen på Den kolde krig mod lande, som har begrænsede luftforsvar. B-52 har evnen til at opholde sig i længere tid over eller endda langt udenfor slagmarken og nedkaste præcisionsbomber eller traditionelle bomber. Det har været en værdifuld våbenplatform som støtte for operationer på jorden f.eks. under Irakkrigen.
B-1 Lancers hastighed og B-2 Spirits stealth har kun været nyttige indtil fjendens luftforsvar var blevet nedkæmpet – en opgave som er løst hurtigt i nylige krige. B-52 kan prale af at have den største procentdel fly, som er klar til indsats blandt de tre typer. Mens B-1 i gennemsnit har 53% klar til indsats og B-2 26% havde B-52 i gennemsnit 80% klar til indsats ved en måling i 2001.
Hertil kommer en foreslået version af B-52H – EB-52. Denne udgave ville have tilføjet 16 B-52H yderligere udstyr til elektronisk jamming. Dette nye fly ville have givet USAF en luftbåren jamming mulighed, som det har manglet siden EF-111 Raven blev taget ud af tjeneste. Programmet blev opgivet i 2005 efter at finansieringen af stand-off jammeren blev fjernet. Programmet blev genoplivet i 2007 men finansieringen blev igen fjernet i starten af 2009.

## Versioner
| Version | Produceret            | Sat i tjeneste   |
| ------- | --------------------- | ---------------- |
| XB-52   | 2 (1 omdøbt YB-52)    | prototyper       |
| B-52A   | 3                     |                  |
| NB-52A  | 1 Modificeret B-52A   |                  |
| B-52B   | 50                    | 29. juni 1955    |
| RB-52B  | 27 Modificerede B-52B |                  |
| NB-52B  | 1 Modificeret B-52B   |                  |
| B-52C   | 35                    | Juni 1956        |
| B-52D   | 170                   | December 1956    |
| B-52E   | 100                   | December 1957    |
| B-52F   | 89                    | Juni 1958        |
| B-52G   | 193                   | 13. februar 1959 |
| B-52H   | 102                   | 9. maj 1961      |
| I alt   | 744 produceret        |                  |

B-52 gennemgik adskillige designændringer og modeller i løbet af de 10 år den blev fremstillet.
XB-52
To prototyper med begrænset operativt udstyr, som blev anvendt til aerodynamiske test.
YB-52
En XB-52 blev udstyret med noget operativt udstyr og omdøbt
B-52A
Der blev kun bygget tre af den første produktionsversion, og alle blev udlånt til Boeing til afprøvning i luften. Den første produktions B-52A adskilte sig fra prototyperne ved at den forreste del af skroget var blevet designet om. Cockpittet var lavet om så piloterne kunne sidde ved siden af hinanden og der var tilføjet en forlængelse af næsen, som gav plads til yderligere instrumenter og et sjette besætningsmedlem. Bagerst i skroget var der et kanontårn med fire .50 kaliber maskingeværer med ildledningssystem og vandindsprøjtningssystem til at forøge motorkraften og en 1.363 liter vandtank. Flyet var også udstyret med 1.000 gallon brændstoftanke (3.785 liter) under hver vinge. Tankene reducerede hvor meget vingerne bøjede sig og holdt samtidig vingespidserne nær jorden, hvilket gjorde vedligeholdelsen nemmere.
NB-52A
 Den sidste B-52A (serienr. 52-0003) blev ombygget og omdøbt til NB-52A i 1959 for at bære North American X-15 forsøgsflyet. Der blev installeret en pylon under den højre vinge mellem skroget og de inderste motorer, og en sektion på 1,8 gange 2,4 meter af den højre flap blev fjernet for at give plads til X-15's hale. Flydende ilt- og brintoveriltetanke blev anbragt i bomberummet, så X-15 kunne optankes inden start. Den første flyvning med X-15 blev gennemført den 19. marts 1959 og den første start af X-15 skete den 8. juni 1959. NB-52A med navnet "The High and Mighty One" bar X-15 på 93 af programmets 199 flyvninger.
B-52B/RB-52B
B-52B var den første version, som kom i tjeneste hos USAF den 29. juni 1955 i 93rd Bombardment Wing på Castle AFB i California. Denne version havde mindre ændringer af maskiner og flykontroller, der muliggjorde ekstra 12.000 punds fremdrift, som blev opnået ved indsprøjtning af vand. Midlertidigt flyveforbud for flyet efter en nedstyrtning i februar 1956 og igen den følgende juni afstedkom forsinkelser i træningen og midt på året var der fortsat ingen kampklare B-52 besætninger.
Af de 50 B-52B'er som blev bygget kunne 27 medbringe en rekognosceringsbeholder som RB-52B'er (besætningen blev forøget til 8 i disse fly). Den 136 kg tunge beholder indeholdt radiomodtagere, en kombination af K-36, K-38 og T-11 kameraer, samt to operatører, som sad på nedadvendte katapultsæder. Det tog fire timer at installere beholderen.
Syv B-52B'er blev bragt op til B-52C standard ved Project Sunflower.
NB-52B
The NB-52B var B-52B nr. 52-0008 som var bygget om til at medbringe en X-15. Den fløj efterfølgende som "Balls 8" for NASA indtil den 17. december 2004, hvilket gjorde den til den længst flyvende B-52B. Den blev erstattet af en modificeret B-52H.
B-52C
B-52C'ernes fik forøget deres brændstofkapacitet til 41.700 US gallons ved at tilføje brændstoftanke under vingerne. Bruttovægten blev øget med 13,6 ton til 204 ton. Et nyt ildledningssystem, MD-9, blev blev installeret på denne model. Flyets underside blev malet med en særlig maling, som skulle reflektere varmestråling fra en atomsprængning.
RB-52C
RB-52C var oprindelig betegnelsen for B-52C'er, som var udstyret til rekognosceringsopgaver på samme måde som RB-52B'er. Da alle 35 B-52C'er kunne udstyres med rekognosceringsbeholderen blev RB-52C betegnelsen sjældent anvendt, og blev snart opgivet.
B-52D
B-52D var bygget til at være et langdistance bombefly uden rekognosceringsmuligheden. Big Belly modifikationerne gjorde det muligt for B-52D at fremføre en tung last af konventionelle bomber til tæppebombning i Vietnam, mens Rivet Rambler modifikationen gav den Fase V elektroniske modtræks systemer, som var bedre end de systemer som blev brugt på de fleste senere B-52'er. På grund af disse opgraderinger og dens lange rækkevidde blev D modellen brugt mere intensivt i Vietnam end nogen anden model. Fly, som var overført til tjeneste i Vietnam blev malet i camouflagefarver og med sort underside for at imødegå søgelys.
B-52E
B-52E fik opdaterede instrumenter og bombesystem, som med tiden fik fjernet sine børnesygdomme og også blev anvendt på de senere modeller.
Et fly af E modellen (AF Serial No. 56-0631) blev ændret så den kunne fungere ved aftestning af forskellige B-52 systemer. Flyet fik typebetegnelsen NB-52E og blev udstyret med canardvinger og et "Load Alleviation and Mode Stabilization system" (LAMS) som mindskede metaltræthed i skroget som følge af vindstød ved flyvning i lav højde. I en test fløj flyet 18,5 km/t over den højest tilladelige (VNE) hastighed uden at tage skade fordi canardvingerne fjernede 30% af de vertikale og 50% af de horisontale vibrationer som opstod ved vindstød.
B-52F
Denne model blev udstyret med J57-P-43W motorer med større kapacitet til vandindsprøjtning for at opnå større fremdrift end ved tidligere modeller. Denne model havde problemer med brændstoflækager som til sidst blev løst ved adskillige modifikationer: Blue Band, Hard Shell og QuickClip.
B-52G
B-52G var tænkt som en måde at forlænge B-52'ernes levetid mens der var forsinkelser i B-58 Hustler programmet. I starten var det tanken at gennemføre et radikalt redesign med en helt ny vinge og Pratt & Whitney J75 motorer. Det blev opgivet for at undgå en forsinkelse af produktionen om end et stort antal ændringer trods alt blev gennemført. Den mest betydningsfulde ændring var den helt nye "våde" vinge med indbyggede brændstoftanke, som i betydelig grad forøgede brændstofkapaciteten – totalvægten steg med 17,2 ton i forhold til tidligere versioner. Hertil kom et par ydre brændstoftanke på hver 700 gallon (2.650 liter) ophængt under vingerne. I denne model blev de traditionelle krængeror fjernet. I stedet blev der anvendt spoilere til at styre rulning. Halefinnen blev forkortet med 2,4 meter vandindsprøjtningssystemet blev udvidet til 4.540 liter og radarkuplen i næsen blev forstørret. Agterskytten, som styrede de fire fjernbetjente .50 kaliber maskingeværer i halen, blev flyttet ind i cockpittet og udstyret med katapultsæde. Under betegnelsen "Battle Station" – eller kampplads – blev den offensive del af besætningen (pilot og copilot på øverste dæk og de to bombeudløsere på nedre dæk) placeret så de vendte ansigterne fremad i flyveretningen mens den defensive del af besætningen (agterskytte og ECM operatør på det øvre dæk havde ryggen til. B-52G blev sat i tjeneste den 13. februar 1959 (dagen efter at den sidste B-36 var taget ud af tjeneste, hvorefter SAC kun havde jetfly). Næsten alle B-52G'er blev ødelagt i overensstemmelse med START I traktaten fra 1992. Nogle få eksemplarer findes dog stadig på museer og som udstillingsgenstande.
B-52H
B-52H havde samme besætning og strukturelle ændringer som B-52G. Den mest bemærkelsesværdige ændring var skiftet til TF33-P-3 turbofan motorer, som trods problemer i starten (som blev rettet i 1964 med Hot Fan programmet), gav betydelig bedre præstationer og benzinøkonomi end de gamle J57 turbojet motorer. De elektroniske modforholdsregler og instrumenteringen blev opdateret, et nyt ildledningssystem blev installeret og de bagudrettede maskingeværer blev udskiftet med en 20 mm M61 Vulcan gatling (senere fjernet i 1991–94). Flyet blev gjort klar til at kunne medtage fire AGM-48 Skybolt ballistiske missiler. Flyet fløj første gang den 10. juli 1960, og det blev sat i tjeneste den 9. maj 1961. Dette er den eneste version, som stadig er i tjeneste. Det sidste fly, B-52H AF Serienummer 61-0040, forlod fabrikken den 26. oktober 1962.

## Operatører
- NASA
- United States Air Force

## Kendte ulykker
- Den 10. januar 1957 forulykkede en B-52 på vej tilbage til Loring Air Force Base fra en rutine instrumenttræningsflyvning. Flyet styrtede ned ved Morrell, New Brunswick. 8 besætningsmedlemmer blev dræbt ved styrtet mens det lykkedes copiloten Joseph L. Church at lande sikkert med faldskærm. Årsagen til nedstyrtningen menes at have været overbelastning af vinger og/eller skrog under en øvelse, som skulle afprøve pilotens reflekser. Dette var den fjerde B-52, som styrtede ned i løbet af 11 måneder.[179]

- Den 11. februar 1958 styrtede en B-52D ned i South Dakota på grund af is i brændstofsystemet, hvilket førte til et uønsket fald i motorkraften i alle otte motorer. Tre besætningsmedlemmer blev dræbt.[180]

- Den 24. januar 1961, faldt en B-52G fra hinanden i luften og faldt ned efter at have mistet store mængder brændstof. Flyet tabte to atombomber, som dog ikke detonerede.[181]

- Den 14. marts 1961 blev en B-52F fra 70th Bombardment Wing med to atombomber om bord ramt af et ukontrolleret trykfald i kabinen, som tvang det til at reducere flyvehøjden til 3000 meter. Højere brændstofforbrug i lav højde og at flyet ikke kunne mødes med et tankfly i tide betød at flyet løb tør for brændstof. Besætningen forlod flyet sikkert med katapultsæder, mens flyet styrtede ned 24 km vest for Yuba City, California.[182]

- Den 24. januar 1963 tabte en B-52C halefinnen under en træningsflyvning fra Westover Air Force Base, Massachusetts og styrtede ned på den vestlige side af Elephant Mountain nær Greenville, Maine. Af de ni besætningsmedlemmer om bord overlevede to styrtet.[183][184]

- Den 13. januar 1964 mistede en B-52D med to atombomber om bord halesektionen. Fire besætningsmedlemmer skød sig ud med katapultsæder inden flyet styrtede ned ved Cumberland, Maryland.[185] To besætningsmedlemmer omkom senere på jorden på grund af hypotermi, mens endnu et medlem af besætningen, som ikke havde et katapultsæde, døde i flyet. Begge atombomber blev bjærget. Dette var en blandt adskillige hændelser som skyldtes at halefinnen svigtede.[186]

- Den 17. januar 1966 stødte en B-52G sammen med en KC-135 Stratotanker over Palomares i Spanien. Der var to atombomber om bord på B-52'eren og de blev senere bjærget. To konventionelle bomber, som også var om bord på flyet eksploderede da de ramte jorden, hvilket førte til en alvorlig spredning af såvel plutonium som uran, men uden at udløse en nuklear eksplosion. Efter nedstyrtningen blev 1400 tons forurenet jord sendt til USA.[187] I 2006 blev der indgået en aftale mellem USA og Spanien om at undersøge og oprense den forurening som stadig findes som følge af ulykken.[188]

- Den 21. januar 1968 styrtede et B-52G med fire brintbomber om bord ned under Operation Chrome Dome på isen i North Star Bay mens det forsøgte at nødlande på Thule Air Base på Grønland.[189] Den heraf følgende brand førte til omfattende radioaktiv forurening og oprydningen varede indtil i september samme år.[187] Da den fulgte kort tid efter Palomaresulykken viste det sig at oprydningomkostningerne og de politiske omkostninger var for høje til at man ville risikere en gentagelse, så SAC stoppede det luftbårne beredskabsprogram den følgende dag.[190][191]

- Den 31. marts 1972 lettede en B-52D, AF Serienummer 56-0625, fra McCoy Air Force Base, Florida på en rutinemæssig træningsflyvning. Det ubevæbnede fly blev ramt af gentagne motorstop og brand i motorerne 7 og 8 kort efter starten. Flyet forsøgte straks at vende tilbage til basen, men styrtede ned lige før landingsbane 18R i et beboelsesområde i Orlando, Florida, ca. 1,6 km nord for McCoy AFB og ødelagde eller beskadigede 8 huse. Besætningen på 7 fra luftvåbnet og en civil blev dræbt.[192]

- Den 16. oktober 1984 studsede B-52G, AF serienummer 57-6479, vingen på Hunts Mesa, en formation i Monument Valley, Arizona, og styrtede ned, hvilket sendte en ildkugle højt op i luften. To af de syv besætningsmedlemmer omkom ved styrtet.[193]

- Den 2. februar 1991 styrtede en B-52G fra 4300 Provisional Bomb Wing på Diego Garcia ned mens den var på vej tilbage fra en bombemission i Irak under Golfkrigen. Årsagen til nedstyrtningen endte med at blive tilskrevet et katastrofalt nedbrud i flyets elektriske system. Tre af de seks besætningsmedlemmer blev dræbt. [194]

- Den 24. juni 1994 styrtede en B-52H, AF serienummer 61-0026 ned ved Fairchild Air Force Base, Washington under træning til en flyopvisning. Alle fire besætningsmedlemmer blev dræbt ved ulykken.[195]

- Den 21. juli 2008 styrtede en B-52H, AF serienummer 60-0053, ned ca. 40 km fra kysten af Guam. Fem besætningsmedlemmer og en læge om bord blev dræbt.[196]

## Eksterne kilder
- USAF B-52 Fact Sheet
- B-52 side på GlobalSecurity.com
- B-52 Stratofortress historie på fas.org
- B-52 profil på AerospaceWeb.org
- Analyse af Fairchild AFB styrt
- B-52 Stratofortress Association webside